# Флаг Городнянского района
Флаг Городнянского района — официальный символ Городнянского района Черниговской области, утвержденный 22 сентября 2009 года решением сессии Городнянского районного совета.

## Описание
Флаг представляет собой прямоугольное полотнище с соотношением сторон 2:3, разделенное двумя горизонтальными одинаково большими полосами — зеленой и красной. От древка к середине флага отходит синий треугольник, в центре которого расположен желтый якорь, а в углах — три желтых восьмиконечных звезды.